# Lindeboom van Zoersel

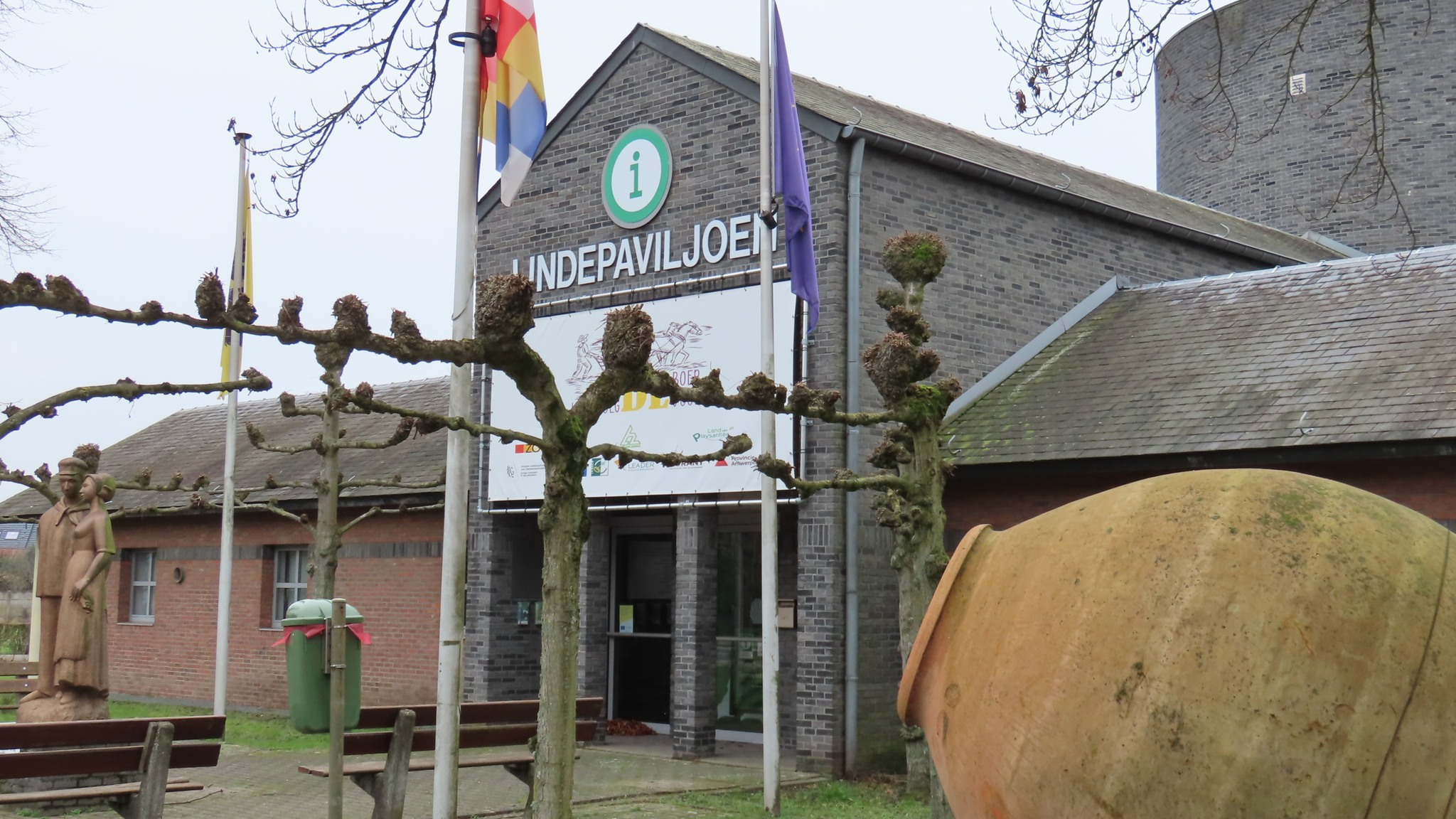
het Lindepaviljoen

De Lindeboom van Zoersel is een sculptuur van de Antwerpse beeldhouwers Pol Van Esbroeck en Mariëtte Coppens. Het bevindt zich sinds 1990 in het speciaal daarvoor gebouwde Lindepaviljoen in de Antwerpse gemeente Zoersel.
De Lindeboom was oorspronkelijk de dorpslinde in het centrum van Zoersel. De rond 800 jaar oude linde stond op het kruispunt van de belangrijkste uitvalswegen en in de schaduw van de Sint-Elisabethkerk. De boom werd echter ziek en op 27 april 1974 werd de Zoerselse trots onder veel publieke belangstelling geveld.
De boom kwam opnieuw tot leven in de handen van het echtpaar Van Esbroeck-Coppens. In de 9,5 meter monumentale stam beitelde Pol Van Esbroeck zowat vijfentachtig figuren uit het vroegere dagelijkse leven van het dorp. In de hoofdtakken kapte Mariëtte Coppens in zes episoden het verhaal van De loteling. De Vlaamse schrijver Hendrik Conscience situeerde dit verhaal, geschreven in 1850, in het Boshuisje in het Zoerselbos. De loteling is het verhaal van twee jonge mensen die, ondanks al hun ellende, het geloof in elkaar en in de toekomst niet verliezen. Op een treffende manier slaagt Coppens er in de roman van Conscience universeel te maken.
In het Lindepaviljoen, waar het beeldhouwwerk staat opgesteld, is ook het infocentrum van Toerisme Zoersel  gehuisvest. In 2024 is het 50 jaar geleden dat deze boom werd opgehakt. Naar aanleiding daarvan werd een fototentoonstelling opgezet in het Lindepaviljoen en werd er een boek uitgegeven.  
1. ↑  Lindepaviljoen | Toerisme Zoersel. www.toerismezoersel.be. Gearchiveerd op 1 juni 2023. Geraadpleegd op 1 juni 2023.
2. ↑  "LEOPOLD III IS MIJN PETER". De Standaard (11 augustus 2001). Geraadpleegd op 1 juni 2023.